# Skyliner
Skyliner（日语：スカイライナー）是往返東京上野與成田國際機場之間的特急列車服務，由京成電鐵營運，主要利用成田機場線・京成本线行駛。
京成电铁的注册商标，是该公司最快的列车类型。 与京成电铁运营、不需要特急费用的快速特急和特急列车不同。
本节也会介绍经由京成本线（京成船桥站）运行、使用相同车辆的“Morning Liner”、“Evening Liner”和“City Liner”这些有特急费的列车，以及京成电气铁道历代付费列车的历史。
Skyliner也是日本普速铁路目前唯一以最高时速160km/h运营的客运列车。

## 概要
作为从东京市区通往新东京国际机场（现成田国际机场）的机场列车，它在新东京国际机场于1978年启用的同时开始运营。机场开放之初，它是通往新东京国际机场的唯一铁路列车。该机场列车的昵称“Skyliner”是从日本各地的小学生中选出的。该列车与东日本旅客铁道（JR东日本）运营的特快列车“成田特快”竞争。
在机场开通时，由于当时正在实施成田新干线项目，因此京成电铁的成田机场站（现东成田站）设置在了距离机场航站楼约1公里的地方。这意味着乘客必须从车站换乘当地巴士才能到达机场航站楼，因此“Skyliner”很难与豪华巴士等其他交通服务竞争。此后，由于成田新干线项目的搁置乃至结束，1991年3月，京成电铁与JR东日本的线路一同接入了现在的成田机场站，位于机场航站楼的正下方。
从1979年9月起，日间的“Skyliner”列车也开始在京成成田站停靠，以方便前往成田山新胜寺的游客；从2003年7月起，几乎所有“Skyliner”列车都在该站停靠。2006年12月（平成18年）开始，几乎所有“Skyliner”列车也在京成船桥站停靠，该列车成为成田国际机场与千叶县中部之间的连接列车，JR东日本的成田特快列车也在此经过。
2010年7月，连接东京和成田机场的成田机场线开通，列车的线路由传统的经由京成本线变为这一条在这条线路上行驶。同时引入的新型特急电车AE2代电车的运行速度高达160公里/小时，它大大缩短了日暮里站和机场第2候机楼站之间的行车时间，从51分钟缩短至36分钟。京成本线原本开行过“Skyliner”，后来新开设的“City Liner”在成田机场线开通后，满足了京成成田、京成船桥等原“Skyliner”停车站车站的需求，但由于需求量较小，City Liner 停止了定期服务，现在用于成田山新胜寺的新年参拜活动。 为了满足成田山新胜寺的新年参拜需求，City Liner 现在只在年末和新年假期作为临时列车（“成田山开运号”）运行。此外，在早晚高峰通勤时间，京成本线也定期使用AE2代电车运营有指定席的“Morning Liner”和“Evening Liner”列车。
2015年3月14日“北越急行”的特急列车“白鹰”停运后，“Skyliner”成为日本铁路除新干线列车外的唯一可以以最高速度160km/h运行的列车。虽然采用新的AE2代电车，但途经京成本线的“Morning Liner”、“Evening Liner”和“City Liner”（临时开行）的最高时速均为110公里，而不是160公里。
2020年，由于爆发新型冠状病毒感染（COVID-19），从5月1日起，日間半數列車停运，而部分“Skyliner”列车从4月11日起临时停靠青砥站，可以与往返青砥站的浅草线列车接续换乘。开往成田机场的列车只允许上车，开往京成上野的列车只允许下车，只有最后一节车厢的车门才会打开。从青砥站登上开往成田机场的“Skyliner”的乘客并沒有指定座位，只能坐在空座位上。 最初，只有清晨前往成田机场的班次和深夜前往京成上野的班次（3、5、7、9、11、13、72、74、76、78、80和82号）各6班会临时停靠，但从6月1日起，部分日间班次也开始临时停靠，包括新增的班次在内，共有14个往返班次在青砥站停靠。班次于2021年10月29日削減，此項安排于2022年2月25日结束。
2022年2月26日，青砥站正式成为部分“Skyliner”班次的停靠站。因此，往返青砥站的“Skyliner”乘客现在可以指定座位、車票可從自动售票机购买、線上预订和使用无票服务，開往成田机场的列车可从4号车厢上车。此外，开往京成上野的列车现在可以从任何车厢下车。同年11月26日，上述班次同時停靠新鎌谷站（可以搭乘上行和下行列車）。开往成田机场的列车可从4号和6号车厢上車，开往京成上野的列车可从所有车厢下車。

## 运行概况

### 运行班次
“Skyliner”大约每20-40分钟一班，“Morning Liner”和“Evening Liner”在早上晚上的通勤时段运行。“City Liner”作为临时列车（成田山开运号）运行，以满足成田山新胜寺的新年参拜需求，并非定期运行。

### 停靠車站
Skyliner：
直达班次：京成上野站 - 日暮里站 - （行驶在成田机场线） - 机场第2候机楼站 - 成田空港站
增加停车站的班次：京成上野站 - 日暮里站 - 青砥站 - 新鎌谷站 - 机场第2候机楼站 - 成田空港站
- 2022年2月26日开始，部分列车在青砥站停車，与押上方向的電車换乘接续。同年11月26日之后部分列车开始在新鎌谷站停車。

Morning Liner ・ Evening Liner：
京成上野站 - 日暮里站 - 青砥站 - 京成船桥站 - 八千代台站* - 京成佐仓站* - 京成成田站 - 机场第2候机楼站 - 成田空港站
- “Evening Liner”的部分班次和“City Liner”（临时开行）仅在京成上野和京成成田之间运行。
- “City Liner”会通过标记“*”的站

临时Liner
印旛日本医大站 - 千叶新城中央站 - 青砥站 - 日暮里站 - 京成上野站
- 仅開往京成上野站。全程需要46分钟，比京成上野和成田机场之间最快的“Skyliner”所需时间更长。
- 印旛日本医大站・千叶新城中央站只允许上车，青砥・日暮里・京成上野只允许下车。
- 在青砥站与该站始发的京成押上线的电车可以接续换乘。

### 列车爱称

#### 关于“Skyliner”
“Skyliner”是京成上野和成田机场之间最快的列车和机场直达列车。 在初代AE型电车落成的同时，它被称为“机场特急列车”。在毎日小学生新聞的合作下，从1972年9月开始为期一个月，由日本各地的小学生公开招募列车爱称。
从28476份申请中，选出了前30名和其他20份优秀作品作为候选作品，并于11月11日由评选委员会正式选出。 当时的主要候选作品包括"Hayabusa"、"Tsubasa "和 "Hayate"（这些名称后来均成为新干线的列车名称）、"Narita"、"Ryusei-go"、"Inazuma"、"Aozora "和 "Hayakaze"。
该列车在1978年5月21日开始运行，经由京成本线（经过京成成田站）运营。后来，成田机场线于2010年7月17日开始运营，该列车也开始行驶当前行驶的线路，从印旛日本医大站到机场第2候机楼之间的最高运行速度为 160公里/小时，是日本最快的普速铁路列车.。 从日暮里到机场第2候机楼最快只需36分钟，从京成上野到成田机场最快只需43分钟。
虽然该列车全天运行，但夜间的有时候不会开往成田机场，而是做为“Evening Liner”在京成本线上运行，以满足通勤需求。随着2023年11月时刻表的修订，晚上10点以后的部分上行列车将在青砥站和新鎌谷站停靠。

#### 关于“Morning Liner”・“Evening Liner”
“Morning Liner”和“Evening Liner”是中途停站型的列车，主要在京成上野和京成成田之间并且在早晚的通勤时间运行。 与“Skyliner”不同，它经由京成本线在京成上野和成田机场之间运营，因此它们具有类似于Home Liner的作用。
“Evening Liner”于1984年12月1日开始服务，“Morning Liner”于1985年10月19日开始服务。
这两班列车主要响应通勤需求，早上有4班“Morning Liner”列车开往京成上野，在傍晚或更晚有7班“Evening Liner”列车开往成田方向（工作日、周末和节假日的列车数量相同）。由于在每列列车运行期间都有“Skyliner”不运行的时间，因此为了机场交通的便利性，部分列车会进入成田机场站。最初，所有列车的座位都不需要预定，而是仅指定的车厢，车厢内的座位相当于自由席，乘客使用每个登车站指定的车厢中的空座位即可。
从2015年12月5日起，所有列车均在京成船桥站停靠，“Morning Liner”和“Evening Liner”的所有列车座位均改为指定席进行售票。

#### 关于临时Liner
临时Liner，是为了提高北总线沿线向东京都出行的便利性同时活用回送列车，从印旛日本医大站始发前往京成上野的列车，只在每个工作日的早上运行一班。
该列车于2020年10月1日开始运行。车上所有座位都是自由席，Liner票（500日元）在上车后仅收取现金进行售票。

## 使用車輛

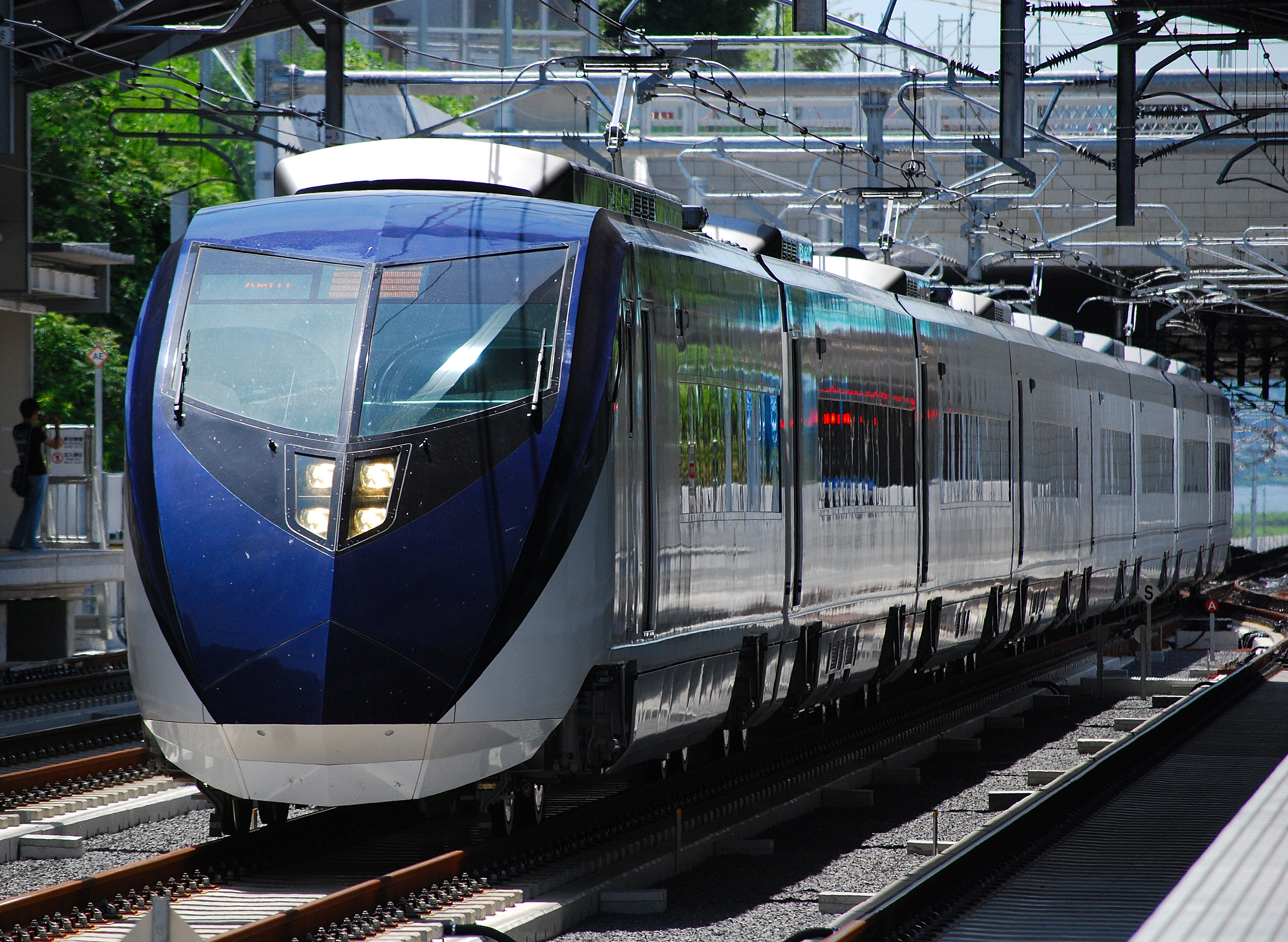
通过成田汤川站的AE2代电车

### 現役車輛
- 第二代AE8节编组列车，运营速度为160km/h，用于“Skyliner”、“Morning Liner”和“Evening Liner”，它也用于临时开行的“City Liner”。

此外，“City Liner”在2010年7月16日之前一直用AE100型运营，但自2010-2011年以来，通宵运营的临时列车也由第二代AE运营。

### 退役車輛
- AE初代 - 使用到了1993年6月27日。
- AE100型 - 1990年6月19日至2010年7月16日期间使用。

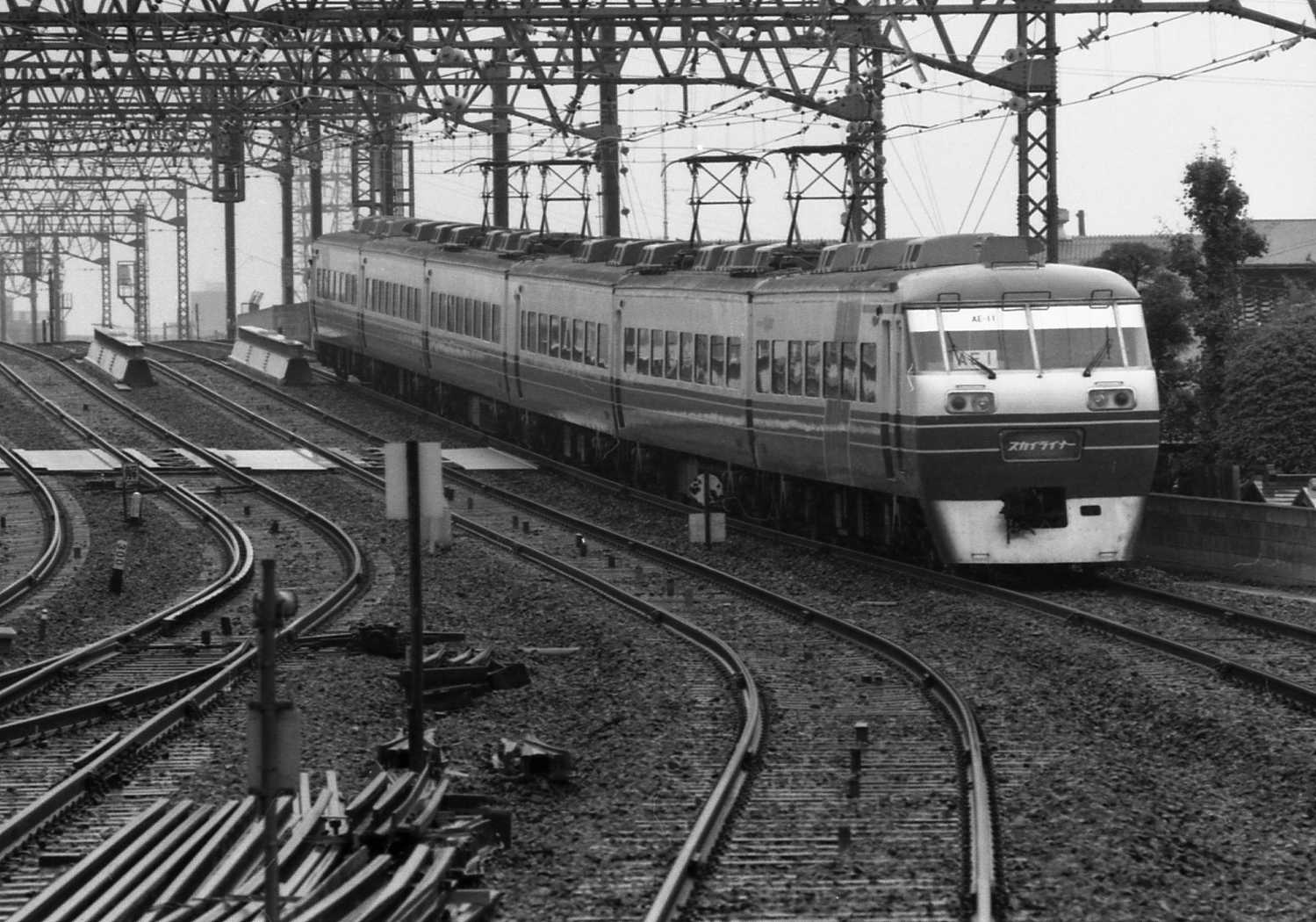
初代AE担当的“Skyliner”
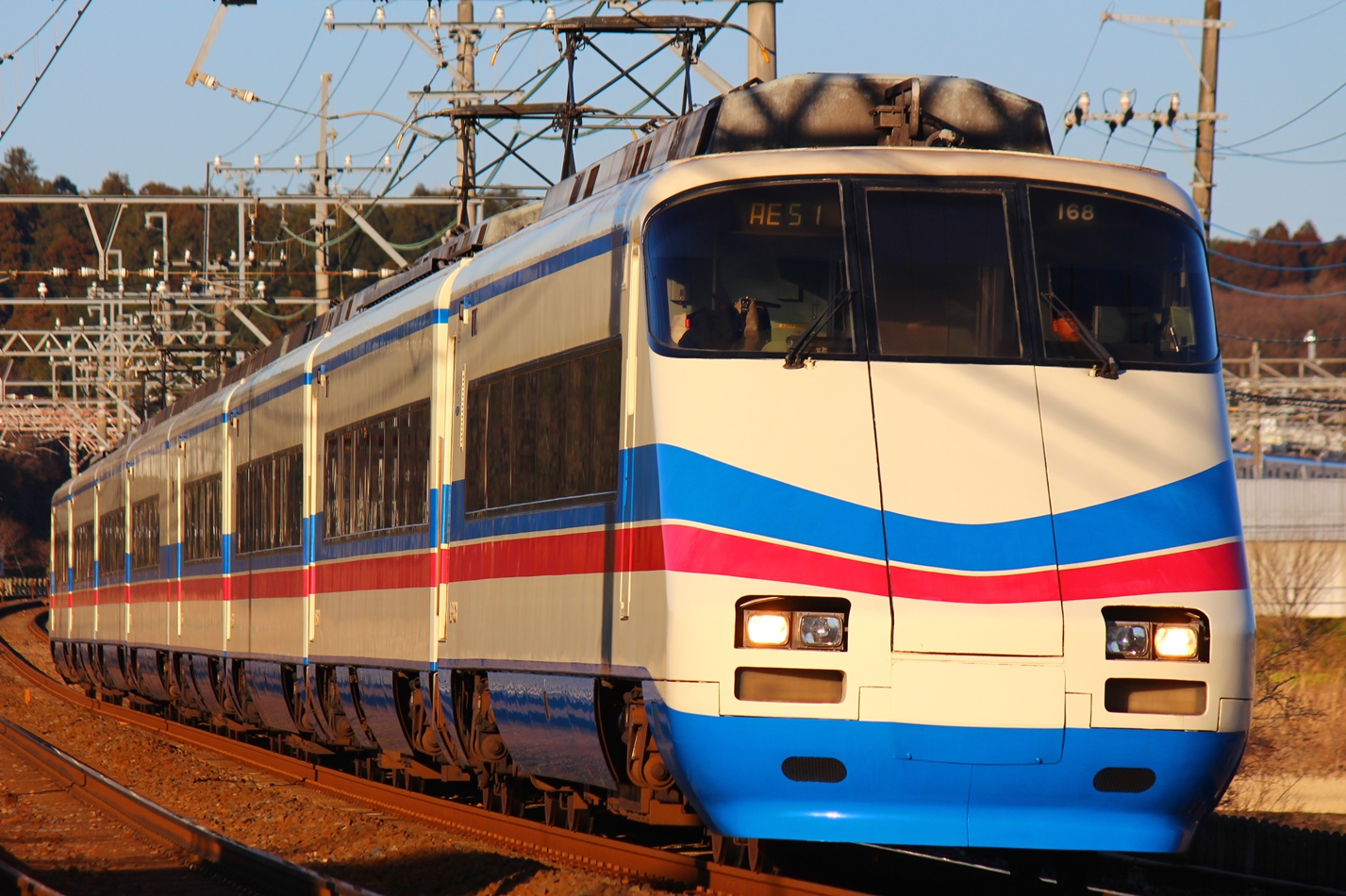
AE100担当的“City Liner”

## Liner 车票

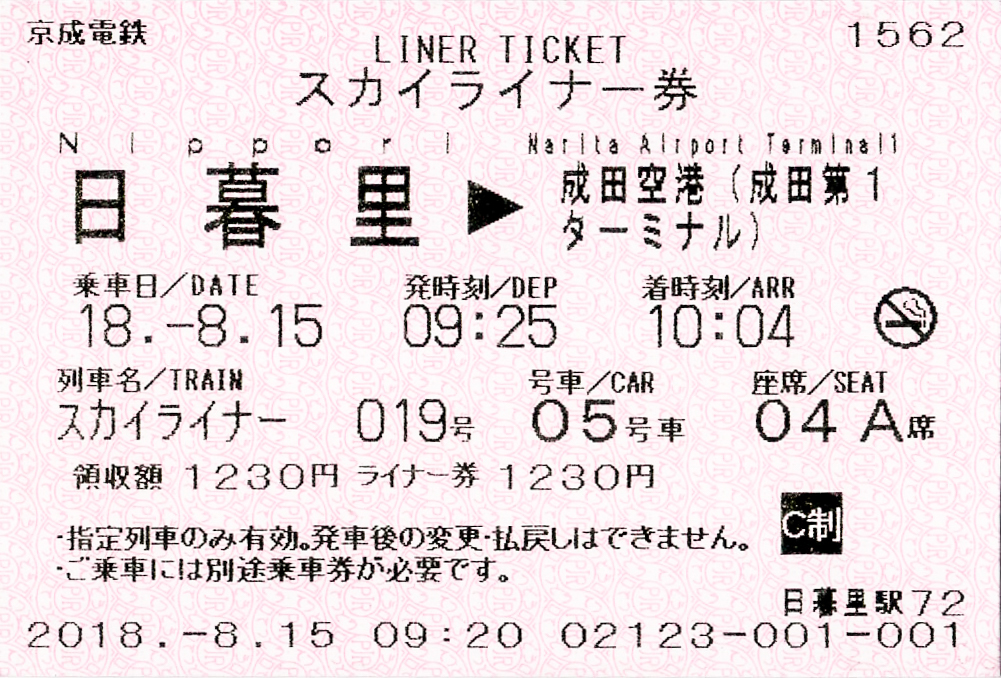
Skyliner券

“Skyliner”等Liner列车，在所有车厢中都采用指定席制。“Morning Liner”和“Evening Liner”在开通最初时售票只指定车厢，乘客可以使用指定车厢内的任何空位。除普通的乘车券车票外，乘客还需购买“Liner券”。 如果购买了“Liner券”，这两种列车都可以与通勤月票一起使用。如果列车延误超过一小时，“Liner券”的票价将会全额退还给乘客。 两班列车的儿童票价均为半价，但残疾人不享受折扣。
每个Liner的票都由普通乘车券和特急券（Liner券）两部分构成，并且可以使用包括月票在内的车票组合，以及全国可通用的IC卡等。此外，如果您在车站窗口进行预订和付款，则只能使用Suica购买Liner票（不接受PASMO和其他全国互通交通IC卡，也不允许使用移动系统）。
同时，外国乘客也可以在京成电铁的官网上购票。购票后会显示二维码，凭二维码和外国护照在京成上野或日暮里的Liner券自动售票机或人工窗口处换票。使用日本护照无法成功兑现车票。相比之下，在网上购票的票价相比直接购买车票会更划算一点。2019年2月27日，京成电铁的线上购票平台可以开始使用微信支付和支付宝支付。在春秋航空日本飞往东京成田的航班上也能买到从机场前往市区的优惠Liner券。

### Skyliner・City Liner车票
註：本段落中所说的车票费用，均为所述区间的Liner券指定席费用，不是普通乘车券的费用。票价已于2022年4月25日修订。

“Skyliner”：

京成上野・日暮里⇔机场第2候机楼・成田机场的票价为1,300日元；从青砥⇔机场第2候机楼・成田机场的票价为1,050日元；从新鎌谷⇔机场2号航站楼・成田机场的票价为800日元；从京成上野・日暮里⇔新鎌谷的票价为500日元；从青砥⇔新鎌谷的票价为300日元。

“City Liner”：

京成上野・日暮里・青砥⇔京成成田为1,000日元；京成上野・日暮里⇔青田为550日元。除了当日销售外，还可以从乘车日期前一个月开始进行预售。每个站点都出售Liner券。除了京成旅行社等关联公司外，还可以在各大旅行社购买。自2001年以来，可以在i-mode、EZWeb、雅虎京台和京成电铁的官方网站进行预订。2010年，该公司还推出了无票服务。此外，还有11张13,000日元的“Liner计次票”（有效期为3个月）。除“Liner计次票”以外，Liner券不能单独购买，只能与乘车券一起出售，除非事先持有有效的乘车券（包括 IC 卡车票和通勤月票），否则将与乘车券一起出售。上行和下行列车，不能只在京成上野和青砥站之间乘坐Skyliner，不能只在机场第2候机楼和成田机场之间、京成上野和日暮里之间乘坐“City Liner”。

### Morning Liner ・ Evening Liner 车票
在2015年12月4日之前，售票是基于车厢指定的方式进行的，即每个车站分配一定数量的有座位的车厢，但每个人的座位不是指定的，但只要买了票，就能保证有座位坐的，因为售票的座位数量不会超过车厢座位的数量。 从同年12月5日起，所有车厢的座位都成为指定席被售票。基本上，只出售当日的列车发车前几十分钟的最近一班列车的Liner票。Liner票的自动售票机会有显示剩余座位数的大型 LED显示屏，如果车票已售完，乘客就不能登上该趟列车（不出售类似JR的站票）。
“Evening Liner”上只有部分座位会提前出售，可在京成上野站的信息中心、日暮里站和机场第2航站楼站、成田机场站、JTB Travelland、日本旅游和日本旅行社购买。两列列车均提供无票服务，但不提供在线预订和车票预订服务。
关于“Morning Liner”，通勤月票销售处出售数量有限的 Morning PASS 通勤月票（每月25日至月底发售，有效期为每月1日至次月月底，8150日元）。 （仅限京成船桥站、八千代站、京成佐仓站和京成成田站发售，成田机场站和机场2号航站楼不发售）。此外，如果是“Morning Liner”，则不能使用任何列车，并指定了乘车站，列车和车厢号，并且为了登上指定“Morning Liner”之前的火车，必须购买Liner票，如果错过列车，则没有补救措施。 此外，Morning Pass不能作为车票使用，它只是Liner票的月票。 
2022年4月25日，Evening PASS将开始销售，并可于同年5月开始使用。 Evening PASS是一种月票，允许您从每个月的第一天到最后一天多次使用任何“Evening Liner”（需要单独的乘车券）。
“Morning Liner”（上行）可在成田机场、机场2号航站楼、京成成田、京成佐仓、八千代台和京成船桥站上车，而青砥、日暮里和京成上野站只能下车。
“Evening Liner”（下行）从京成上野至京成成田都是可乘车站，机场2号航站楼和成田机场为仅下客站。 但是，从八千代、京成佐仓和京成成田站乘坐“Evening Liner”（下行）时，将无法选择座位（无票除外）。可以购买“Morning Liner”车票，乘坐成田机场至八千代站；可使用“Evening Liner”车票乘坐京成上野至青砥站之间的班车，但仅限于机场2号航站楼至成田机场之间的下行“Evening Liner”和青砥至京成上野之间的上行“Morning Liner”。 但不能只在机场第2候机楼和成田机场之间乘坐“Evening Liner”，在青砥和京成上野之间乘坐“Morning Liner”。
这两种列车均不在车厢内检票，但在各站指定的列车检票口的工作人员会在上车时检查车票。

## 京成電鐵優等列車沿革

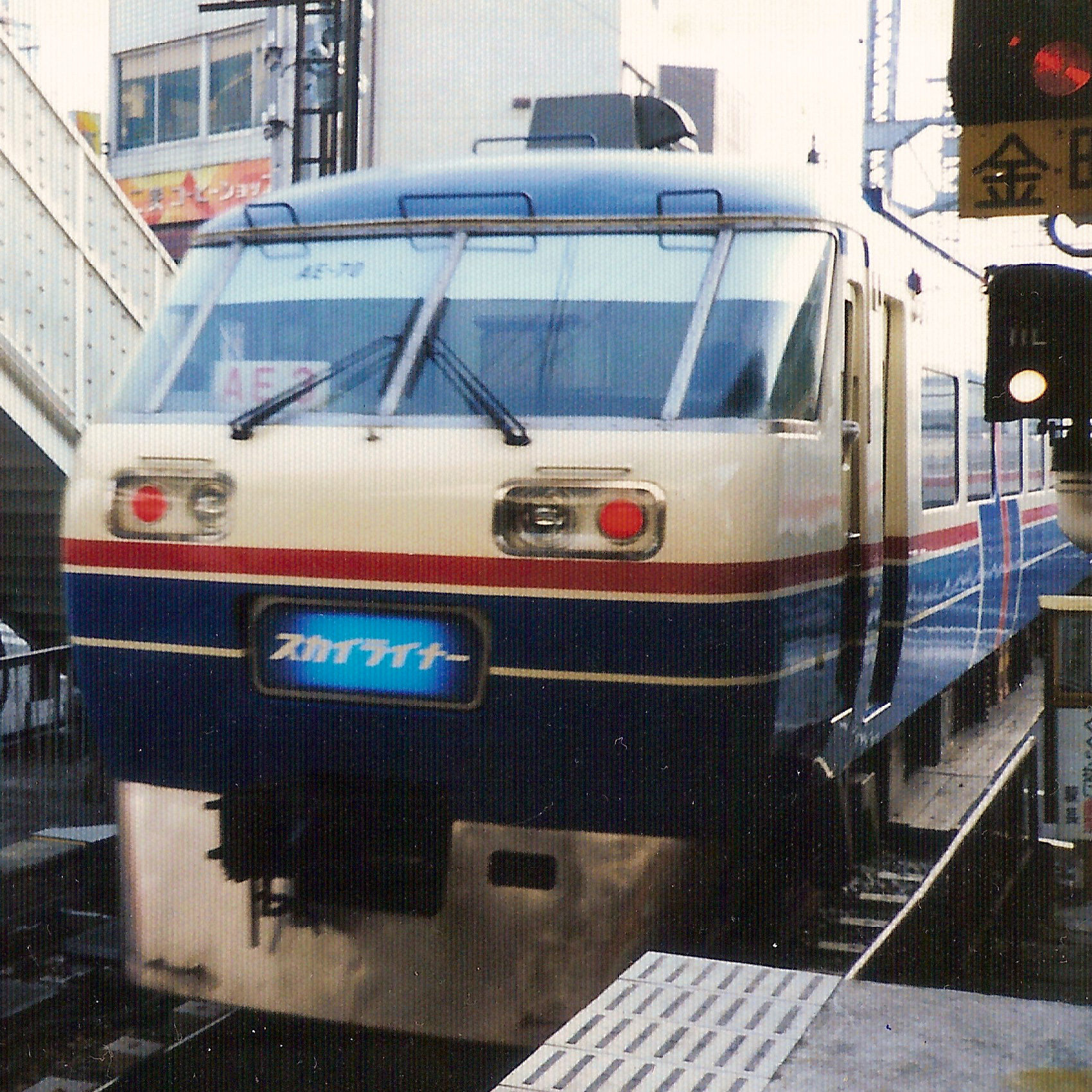
第一代Skyliner車輛：AE型（第一代）

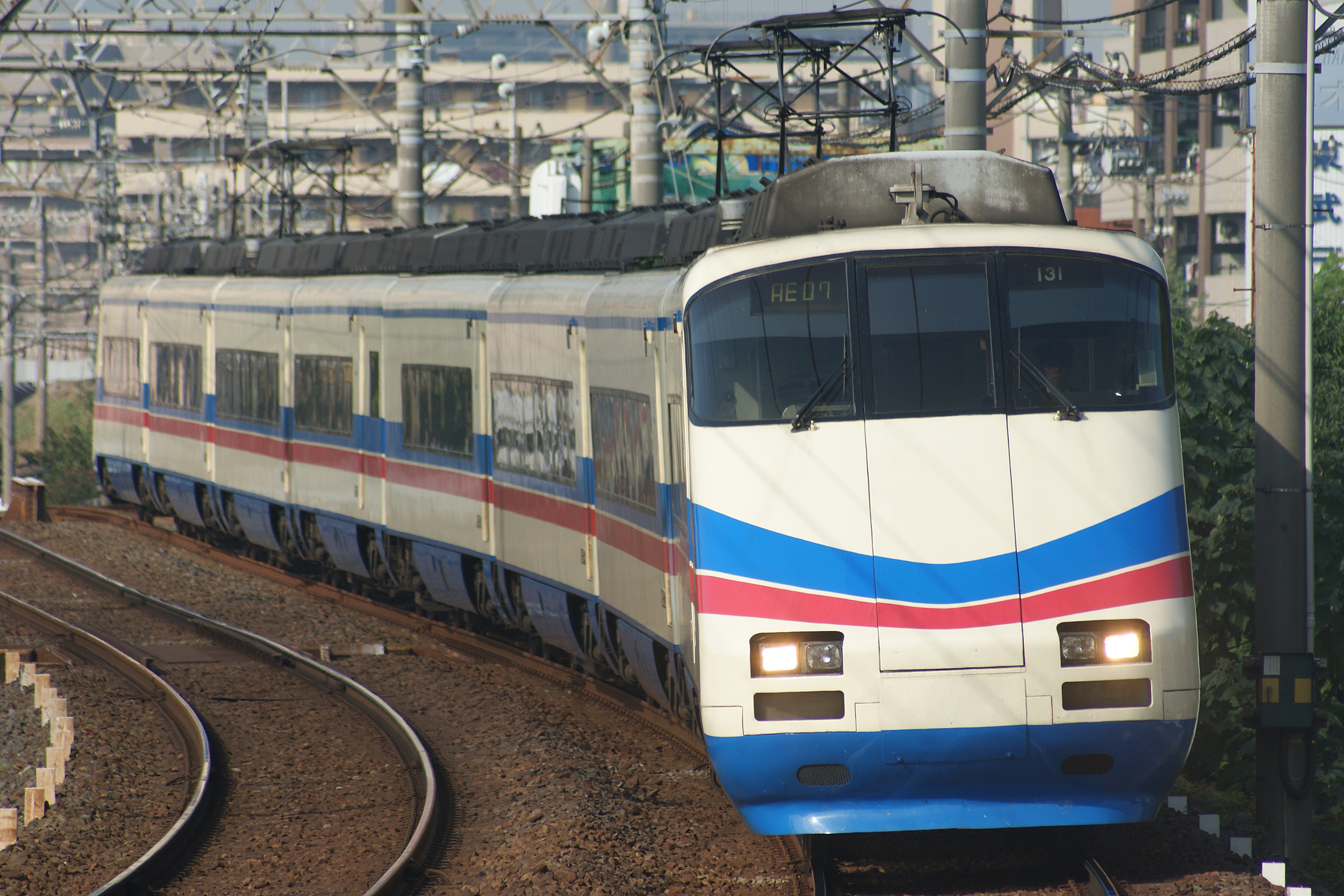
第二代Skyliner車輛：AE100型，曾服務「City Liner」班次

### 戰前時期
- 1930年（昭和5年）6月15日 押上站 - 京成成田站間開行急行列車（每天1往復）。中途停靠高砂（現京成高砂）、谷津海岸（現谷津）、宗吾（現宗吾参道）。需要60分，為戰前最快的班次。
- 1931年（昭和6年）12月10日 隨著日暮里站 - 青砥站間開業，急行列車廢止。
- 1936年（昭和11年）9月10日 急行再次恢復營運。有上野公園站（現京成上野站)和押上站發車的班次，中途停靠日暮里、千住大橋、青砥、京成高砂、京成津田沼和終點京成成田站，每天有5班次往復。上野公園站班次需時73分鐘，而押上站班次需時65分鐘。
- 1937年（昭和12年）5月1日：臨時特急「護摩」開行。上野公園駅/押上駅 到京成成田駅間運行開始。為成田山新勝寺的觀光特急列車。比急行列車增停新三河島和町屋。需要73分鐘。
- 1939年（昭和14年） 押上站發車的班次增停京成請地站。
- 1940年（昭和15年）12月16日 時刻表更改，改為每天7往復，並取消停靠新三河島、町屋、京成高砂、京成請地。
- 1943年（昭和18年）3月 特急廢止。

### 戰後復興時期
- 1949年（昭和24年）7月1日 急行「護摩」營運再開（每天5往復）。途中停靠日暮里、千住大橋、青砥、京成高砂、京成八幡、京成船橋、谷津遊園、京成津田沼、京成大和田、京成佐倉。所要時間97分鐘。
- 1951年（昭和26年）1月 戰時中1500系復元。優等列車用使用整備的600系結合開行的急行「護摩」運行開始。夏季的臨時急行「潮風號」在上野公園站 - 京成千葉站間運轉。
- 1952年（昭和27年）5月1日 特急「開運號」使用 1500 系列開始運行，該系列配備了電氣設備並進行了翻新。運行了上野公園站 - 京成成田駅間的班次、途中停靠青砥站。所要時間為84分鐘。當初使用自由席、6月開始改為指定席制。同時急行列車「護摩」降格為臨時急行列車。
- 1953年（昭和28年）5月 特急「開運號」導入専用車輛1600形
- 1957年（昭和32年）12月1日 京成津田沼站 - 宗吾参道站間路線改良通車，時刻表更改令所要時間縮減至61分鐘。
- 1958年（昭和33年）7月1日 宗吾参道站 - 京成成田站間路線改良通車，時刻表更改令所要時間縮減至60分鐘。
- 1963年（昭和38年） 3150型車輛登場、作為「開運號」的後備車使用。
- 1965年（昭和40年） 夏季海水浴列車「九十九里号」開行，由京成上野站/都營淺草線方向 - 京成千葉站（現：千葉中央站）間營運。
- 1967年（昭和42年）
  - 11月12日：「開運號」的専用列車由1600型改為3150型。
  - 12月：3200形開始營運，運用於「開運號」。翌年時刻表更改令所要時間縮減至59分鐘。
- 1968年（昭和43年） 開辦不定期夏季海水浴急行列車「くろしお」（黑潮）於京成上野站 - 京成成田站間運轉。
- 1969年（昭和44年）12月31日：除夕夜臨時以京急車輛開行特急列車「招運」が京急三浦海岸站 - 京成成田站運轉（2往復）

### 成田機場聯絡列車AE型落成後時期
- 1972年（昭和47年）：AE型（初代）落成。同時愛稱「空港連絡特急」（機場聯絡特急列車）。
- 1973年（昭和48年）12月30日 AE型開始營運「開運號」的代替列車。
- 1978年（昭和53年）5月21日 成田機場啟用，Skyliner開始營運，京成上野站 - 成田空港站（現・東成田站）間無停車運行開始。所要時間60分鐘。
- 1979年（昭和54年）9月1日 Skyliner部分列車開始停靠京成成田站。
- 1983年（昭和58年）10月1日 Skyliner京成上野行方向日暮里站開始停靠。AE形開始變換塗裝。
- 1984年（昭和59年）12月1日 「Evening Liner」開始營運。
- 1985年（昭和60年）10月19日 「Morning Liner」開始營運。
- 1990年（平成2年）6月19日 AE100型開始營運。
- 1991年（平成3年）3月19日 京成本線駒井野分岐點－成田機場站間開業，Skyliner可以直通至成田機場站。同時，JR成田特快投入服務，成為Skyliner的競爭對手。
- 1992年（平成4年）12月3日 機場第2大樓車站開業，Skyliner開始停靠

### 成田機場線通車時期
2010年（平成22年）7月17日 京成AE型電聯車 (二代)開始營運。同時，成田機場線（或又暱稱為「成田Sky Access線」）通車，Skyliner的行駛路線也從原本的京成本線轉移到新通車的路線。由於路線的更改，由日暮里至機場第2大樓的行車時間也從原本的51分鐘大幅縮短至36分鐘。至於Skyliner原本所行駛的京成本線京成上野至成田機場間的路段，則新設特急列車「City Liner」（シティライナー）來負擔運輸任務。除此之外在早上與傍晚的通勤尖峰時段，尚設有Morning Liner（モーニングライナー）與Evening Liner（イブニングライナー）兩種特急列車，其行駛路線與City Liner重複，但配合通勤的需求停靠的車站數量較多。

## 外部連結
- Skyliner網站（页面存档备份，存于）（日語）
  - 中文版網站（页面存档备份，存于）（简体中文）
  - 繁體中文版網站（页面存档备份，存于）